# Barry Galvin
Barry Galvin (1967) è un ex sciatore alpino statunitense, vincitore della Nor-Am Cup nel 1989.

## Biografia
Galvin, originario di Stratton Mountain, debuttò in campo internazionale in occasione dei Mondiali juniores di Sestriere 1983; nella stagione 1988-1989 si aggiudicò sia la Nor-Am Cup generale, sia la classifica di slalom gigante e si ritirò nel 1990. Non prese parte a rassegne olimpiche né ottenne piazzamenti in Coppa del Mondo o ai Campionati mondiali.

## Palmarès

### Nor-Am Cup
- Vincitore della Nor-Am Cup nel 1989[1]
- Vincitore della classifica di slalom gigante nel 1989[1]